# Michela Rodella
Michela Rodella (Rovigo, 8 gennaio 1989) è un'ex calciatrice italiana, di ruolo difensore.
Nella sua ultradecennale carriera ha vinto uno Scudetto e tre Coppe Italia, indossando inoltre la maglia azzurra delle nazionali italiane sia nelle giovanili, vincendo con la Under-19 gli Europei di Francia 2008, che nella nazionale maggiore.

## Biografia
Michela Rodella nasce a Rovigo ma cresce nella casa dei genitori ad Arquà Polesine dove studia nelle locali scuole dell'obbligo.

## Carriera

### Club
Rodella cresce calcisticamente nelle giovanili del G.S. San Marco Arquà Polesine, la squadra maschile del comune polesano, giocando con i colleghi fino al compimento dei 14 anni, età in cui le ragazze possono accedere ai campionati di lega femminile dilettanti. Nel 2003 si accorda con la squadra femminile del Solesino, in provincia di Padova, che partecipa alla Serie D e le sue qualità tecniche le consentono di segnare numerose reti attirando l'attenzione degli osservatori delle società calcistiche dei campionati femminili delle serie superiori.
Il Gordige Calcio Ragazze, società con sede a Cavarzere in provincia di Venezia, riesce ad accordarsi con la giocatrice per inserirla in rosa nella stagione di Serie B 2004-2005 dove gioca da titolare e dove si mette in luce ricevendo la sua prima convocazione in nazionale Under-19. Con il Gordige giocherà due stagioni fino a cogliere l'opportunità di salire alla serie superiore datale dal Bardolino.
Con le gialloblu inizia il campionato di Serie A 2006-2007, contribuendo ad assicurare alla squadra della provincia veronese il suo secondo scudetto, la sua seconda Coppa Italia e la Coppa Disciplina.
La stagione successiva decide di passare al Venezia 1984 che milita nel Girone A del campionato Serie A2 2007-2008. Con le veneziane riesce a conquistare il primo posto nel girone ed accedere così alla prima stagione in Serie A della squadra arancio-nero-verde, tuttavia a fine stagione il Tavagnacco riesce ad accordarsi per farla giocare nella squadra friulana.
Al termine della stagione 2013-2014 decide di non rinnovare il contratto con il Tavagnacco accordandosi con la società viola Firenze.
Nella stagione 2014-2015 contribuisce, con 21 presenze su 26 incontri, a far raggiungere alla società la quarta posizione in campionato, maggiore risultato fino a quel momento della società toscana.
Nell'estate 2015, a seguito della fondazione della Fiorentina Women's come sezione femminile affiliata all'omonimo club maschile e da accordi con il Firenze, viene inserita in rosa nella nuova squadra che ha partecipato alla stagione di Serie A 2015-2016. Rodella gioca con la nuova società 20 incontri di campionato ai quali si aggiungono i 2 di Coppa Italia, contribuendo a raggiungere il terzo posto in classifica nel primo, perdendo la possibilità di accedere alla Champions League proprio all'ultima giornata, e venendo eliminate ai sedicesimi di finale in Coppa.
Nell'estate 2016 si concretizza il suo trasferimento all'AGSM Verona, facendo ritorno ai colori gialloblu che le hanno permesso di conquistare il titolo nazionale. Durante la stagione 2016-2017 Rodella scende in campo in tutti gli incontri giocati dalla sua squadra, risultato che divide con Aurora Galli: la Supercoppa, persa 2-0 in partita secca con il Brescia, le 22 partite di campionato, dove il 12 novembre 2016, alla quinta giornata di campionato, segna la rete del parziale 1-0 sul Luserna, incontro poi terminato 5-0 per le veronesi, le 5 di Coppa Italia, fino all'eliminazione da parte del Tavagnacco ai quarti di finale, e le due di Champions League, eliminate dalle kazake del BIIK Kazygurt già agli ottavi di finale.
Durante il calciomercato estivo 2017 sottoscrive un accordo con il Florentia neopromosso in Serie B, tornando a giocare nel capoluogo toscano per un terzo club dopo Firenze e Fiorentina. Con le nuove compagne condivide la stagione che vede la squadra protagonista del girone A, prima vincitrice del girone, imbattuta con 24 vittorie e 4 pareggi, dove Rodella è anche autrice di una rete nell'incontro dove il Florentia si impone 12-1 sulle avversarie della Lucchese, e vede conquistare l'accesso alla Serie A nello spareggio promozione ai danni della Roma CF con vittoria per 3-0.

### Nazionale
Viene convocata alle selezioni per le giovanili della nazionale di calcio femminile italiana e gioca la sua prima partita internazionale con la maglia azzurra della Under-19 il 27 settembre del 2007, nel match vinto dall'Italia per 7 a 0 contro la pari rappresentativa dell'Irlanda del Nord nel primo turno di qualificazione per gli Europei di Francia 2008. Condivide con le compagne l'accesso alla fase finale e, impiegata in tutti i cinque incontri, nel luglio 2008 la vittoria del torneo, superando in finale allo Stade Vallée du Cher di Tours le avversarie della Norvegia per 1-0.
Nel gennaio 2011 il commissario tecnico Pietro Ghedin la convoca nella nazionale maggiore per le qualificazioni del Campionato europeo femminile di calcio 2013 dove, inserita nel gruppo 1, si dovrà scontrare con le nazionali di Bosnia ed Erzegovina, Grecia, Macedonia, Polonia e Russia. Debutta nella competizione il 22 ottobre 2011, rilevando dal 46º minuto Roberta D'Adda, partita titolare, nella partita Macedonia-Italia disputata allo Stadio Goce Delčev di Prilep, match terminato con la vittoria delle Azzurre per 9 a 0.
Quando nel 2012 Antonio Cabrini rileva il compito di ct della nazionale rinnova la fiducia a Rodella e la riconvoca nel raduno del giugno 2012 giocando altre due partite prima dell'eliminazione delle Azzurre dal torneo.

## Statistiche

### Presenze e reti nei club
Statistiche aggiornate al 23 maggio 2021.
| Stagione          | Squadra                 | Campionato        | Campionato | Campionato | Coppe nazionali | Coppe nazionali | Coppe nazionali | Coppe internazionali | Coppe internazionali | Coppe internazionali | Altre coppe | Altre coppe | Altre coppe | Totale | Totale |
| Stagione          | Squadra                 | Comp              | Pres       | Reti       | Comp            | Pres            | Reti            | Comp                 | Pres                 | Reti                 | Comp        | Pres        | Reti        | Pres   | Reti   |
| ----------------- | ----------------------- | ----------------- | ---------- | ---------- | --------------- | --------------- | --------------- | -------------------- | -------------------- | -------------------- | ----------- | ----------- | ----------- | ------ | ------ |
| 2004-2005         | Gordige                 | B                 | ?          | ?          | CI              | ?               | ?               | -                    | -                    | -                    | -           | -           | -           | ?      | ?      |
| 2005-2006         | Gordige                 | B                 | ?          | ?          | CI              | ?               | ?               | -                    | -                    | -                    | -           | -           | -           | ?      | ?      |
| Totale Gordige    | Totale Gordige          | Totale Gordige    | ?          | ?          |                 | ?               | ?               |                      | -                    | -                    |             | -           | -           | ?      | ?      |
| 2006-2007         | Bardolino Verona        | A                 | 22         | 0          | CI              | ?               | 0               |                      | -                    | -                    | SI          | 1           | 0           | 23+    | 0      |
| 2007-2008         | Venezia 1984            | A2                | 20         | 7          | CI              | ?               | ?               |                      | -                    | -                    |             | -           | -           | 20+    | 7+     |
| 2008-2009         | Graphistudio Tavagnacco | A                 | 12         | 0          | CI              | ?               | ?               | -                    | -                    | -                    | -           | -           | -           | 12+    | 0+     |
| 2009-2010         | Graphistudio Tavagnacco | A                 | 22         | 1          | CI              | ?               | ?               | -                    | -                    | -                    | -           | -           | -           | 22+    | 1+     |
| 2010-2011         | Graphistudio Tavagnacco | A                 | 22         | 1          | CI              | ?               | ?               | -                    | -                    | -                    | -           | -           | -           | 22+    | 1+     |
| 2011-2012         | Graphistudio Tavagnacco | A                 | 24         | 0          | CI              | ?               | 0               | UWCL                 | 2                    | 0                    | SI          | 1           | 0           | 27+    | 0      |
| 2012-2013         | Graphistudio Tavagnacco | A                 | 28         | 2          | CI              | ?               | 0               | -                    | -                    | -                    | -           | -           | .           | 28+    | 2      |
| 2013-2014         | Graphistudio Tavagnacco | A                 | 29         | 2          | CI              | ?               | 0               | UWCL                 | 2                    | 0                    | SI          | 1           | 0           | 32+    | 2      |
| Totale Tavagnacco | Totale Tavagnacco       | Totale Tavagnacco | 137        | 6          |                 | ?               | ?               |                      | 4                    | 0                    |             | 3           | 0           | 144+   | 6+     |
| 2014-2015         | Firenze                 | A                 | 21         | 0          | CI              | 4               | 0               |                      | -                    | -                    |             | -           | -           | 25     | 0      |
| 2015-2016         | Fiorentina              | A                 | 20         | 0          | CI              | 2               | 0               | -                    | -                    | -                    | -           | -           | -           | 22     | 0      |
| 2016-2017         | AGSM Verona             | A                 | 22         | 1          | CI              | 5               | 0               | UWCL                 | 2                    | 0                    | SI          | 1           | 0           | 30     | 1      |
| 2017-2018         | Florentia S.G.          | B                 | 27         | 1          | CI              | ?               | 0               | -                    | -                    | -                    | -           | -           | -           | 27+    | 1      |
| 2018-2019         | Florentia S.G.          | A                 | 18         | 0          | CI              | 1               | 0               | -                    | -                    | -                    | -           | -           | -           | 19     | 0      |
| 2019-2020         | Florentia S.G.          | A                 | 10         | 0          | CI              | 2               | 0               | -                    | -                    | -                    | -           | -           | -           | 12     | 0      |
| 2020-2021         | Florentia S.G.          | A                 | 11         | 0          | CI              | 2               | 0               | -                    | -                    | -                    | -           | -           | -           | 6      | 0      |
| Totale Florentia  | Totale Florentia        | Totale Florentia  | 66         | 1          |                 | 5+              | 0               |                      | -                    | -                    |             | -           | -           | 71+    | 1      |
| Totale carriera   | Totale carriera         | Totale carriera   | 303+       | 15+        |                 | 15+             | 0+              |                      | 6                    | 0                    |             | 4           | 0           | 328+   | 15+    |

### Cronologia presenze e reti in nazionale
| Cronologia completa delle presenze e delle reti in nazionale ― Italia | Cronologia completa delle presenze e delle reti in nazionale ― Italia | Cronologia completa delle presenze e delle reti in nazionale ― Italia | Cronologia completa delle presenze e delle reti in nazionale ― Italia | Cronologia completa delle presenze e delle reti in nazionale ― Italia | Cronologia completa delle presenze e delle reti in nazionale ― Italia | Cronologia completa delle presenze e delle reti in nazionale ― Italia | Cronologia completa delle presenze e delle reti in nazionale ― Italia |
| Data                                                                  | Città                                                                 | In casa                                                               | Risultato                                                             | Ospiti                                                                | Competizione                                                          | Reti                                                                  | Note                                                                  |
| --------------------------------------------------------------------- | --------------------------------------------------------------------- | --------------------------------------------------------------------- | --------------------------------------------------------------------- | --------------------------------------------------------------------- | --------------------------------------------------------------------- | --------------------------------------------------------------------- | --------------------------------------------------------------------- |
| 22-10-2011                                                            | Prilep                                                                | Macedonia                                                             | 0 – 9                                                                 | Italia                                                                | Qual. Euro 2013                                                       | -                                                                     | 46’                                                                   |
| 11-12-2011                                                            | San Paolo                                                             | Italia                                                                | 2 – 2                                                                 | Danimarca                                                             | Torneio Internacional 2011                                            | -                                                                     | 84’                                                                   |
| 18-12-2011                                                            | San Paolo                                                             | Italia                                                                | 6 – 0                                                                 | Cile                                                                  | Torneio Internacional 2011                                            | -                                                                     |                                                                       |
| 18-12-2011                                                            | San Paolo                                                             | Italia                                                                | 3 – 2                                                                 | Cile                                                                  | Torneio Internacional 2011 - Finale 3º posto                          | -                                                                     | 46’                                                                   |
| 16-9-2012                                                             | San Benedetto del Tronto                                              | Italia                                                                | 1 – 0                                                                 | Polonia                                                               | Qual. Euro 2013                                                       | -                                                                     | 67’                                                                   |
| 19-9-2012                                                             | Atene                                                                 | Grecia                                                                | 0 – 0                                                                 | Italia                                                                | Qual. Euro 2013                                                       | -                                                                     |                                                                       |
| 8-3-2013                                                              | Larnaca                                                               | Nuova Zelanda                                                         | 2 – 0                                                                 | Italia                                                                | Cyprus Cup 2013                                                       | -                                                                     |                                                                       |
| 13-3-2013                                                             | Larnaca                                                               | Corea del Sud                                                         | 0 – 1                                                                 | Italia                                                                | Cyprus Cup 2013 - Finale 9º posto                                     | -                                                                     | 60’                                                                   |
| Totale                                                                |                                                                       | Presenze                                                              | 8                                                                     |                                                                       | Reti                                                                  | 0                                                                     |                                                                       |

## Palmarès

### Club
- Campionato italiano: 1

Bardolino: 2006-2007
- Campionato italiano di Serie B: 1

Florentia: 2017-2018
- Coppa Italia: 3

Bardolino: 2006-2007
Tavagnacco: 2012-2013, 2013-2014

### Nazionale
- Campionato d'Europa under 19: 1

2008